# Gyrðir Elíasson
Pour les articles homonymes, voir Eliasson.
Gyrðir Elíasson (né le 4 avril 1961 à Reykjavik) est un poète, écrivain, traducteur islandais. 

## Biographie
Il est né à Reykjavik, mais fut élevé à Sauðárkrókur, ville sise dans la partie septentrionale de l’île. Il a publié dix recueils de poésie ainsi que cinq livres en prose. Il est également traducteur, notamment de Richard Brautigan, avec un intérêt particulier porté aux peuples indigènes des Amériques. Il vit actuellement à Reykjavík avec sa femme et leurs trois enfants.
Elíasson a obtenu le prestigieux grand prix de littérature du Conseil nordique en 2011 pour son recueil de nouvelles intitulé Entre les arbres (Milli trjánna). Un autre recueil de nouvelles, Gula húsið (non traduit ; littéralement La Maison jaune), a remporté le prix de littérature islandaise ainsi que le prix Halldór Laxness de littérature .
Ses livres, proches du courant nature writing, abordent des thèmes récurrent comme la nature, l’art, la création et la solitude qu'elle peut engendrer ou encore les difficultés contemporaines de participer au jeu social.